# Петрокаменское
Петрока́менское — село в Пригородном районе Свердловской области России. Входит в муниципальный округ Горноуральский, является центром Петрокаменской территориальной администрацией.
В 1923—1931 и 1938—1963 годах село Петрокаменское было районным центром. До 2017 года было центром Петрокаменского сельсовета Пригородного района.

## География
Село Петрокаменское расположено на Среднем Урале, к востоку от горной цепи Урала, на реке Нейве. В районе Петрокаменского река зарегулирована — на ней образован Петрокаменский пруд, в который впадает протекающая через село река Каменка — левый приток Нейвы.
Петрокаменское находится к северу от Екатеринбурга, к юго-востоку от Нижнего Тагила.
Через Петрокаменское проходит автодорога регионального значения Николо-Павловское — Петрокаменское — Алапаевск.

## Население
| 1959  | 2002  | 2010  |
| ----- | ----- | ----- |
| 3913  | ↘3749 | ↘3401 |
| 2021  |       |       |
| ↘3094 |       |       |

## История
Село было основано вместе с Петрокаменским заводом в 1789 году Петром Саввичем Яковлевым на реке Нейве. Село входило в состав Верхотурского уезда Пермской губернии.
Сначала завод был чугуноплавильным, а затем при нём возникла фабрика для выделки железа. Завод имел замкнутый цикл производства и не зависел от привозного чугуна. Закрыт в 1912 году.
В 1860 году в Петрокаменском были православная церковь, раскольничья часовня, госпиталь на 15 мест, аптека и мужское училище. Быстро развивались кустарные ремесла. Петрокаменские сундуки славились на всю округу. На селе работали кузницы, мастерские столярные, гармонные, сапожные, кирпичные, пимокатные и другие.
В 1923—1931 и 1938—1963 годах Петрокаменское было административным центром одноимённого района.
В 1927 году в Петрокаменском была построена первая на Урале сельскохозяйственная ГЭС, её директором стал А. К. Плохих. Но вскоре энергии ГЭС стало не хватать, и она была подключена к энергоцентру.

## Инфраструктура
В Петрокаменском имеются дом культуры, библиотека, лыжная база, школа, 2 детских сада, филиал Высокогорского многопрофильного техникума (ВМТ; о самом техникуме см. также), стадион, православный храм Святого Духа, участковая больница с поликлиникой, отделения Сбербанка и почты, службы пожарной охраны, скорой помощи и опорный пункт полиции, суд. В селе также есть свой футбольный клуб, собранный из местных жителей и учеников школы. В селе расположен лесхоз «Петрокаменский».
До Петрокаменского можно добраться на автобусе из Нижнего Тагила и Алапаевска.